# Świech
Świech – osiedle włocławskie, znajdujące się w dzielnicy Południe. Swoją nazwę zawdzięcza rodzinie młynarzy, osadzonych w XVI wieku w tutejszym młynie. Świech został włączony w granice miasta rozporządzeniem Rady Ministrów z 28 stycznia 1927 roku. Obecnie znajdują się tu głównie ogrody działkowe.

## Położenie
Na południowym wschodzie graniczy z osiedlami Kapitułka (wzdłuż ul. Kapitulnej) i Guzowo, na południowym zachodzie z os. Ruda i Rumunki Zarudzkie, na północnym zachodzie z osiedlem i ul. Lisek, a na północnym wschodzie z osiedlami Kokoszka i Żurek, którego częścią jest Osiedle Słoneczne. Współcześnie Świech zajmuje obszar 18 hektarów. Osada leży w kotlinie otoczonej od wschodu i północy wzniesieniem, a od południowego zachodu rzeką Zgłowiączką. Dawniej znajdowała się tu pradolina rzeki, dlatego znajdują się tu liczne tereny podmokłe i koryta po dawnych ciekach wodnych.

## Historia – młyn

### W I Rzeczypospolitej

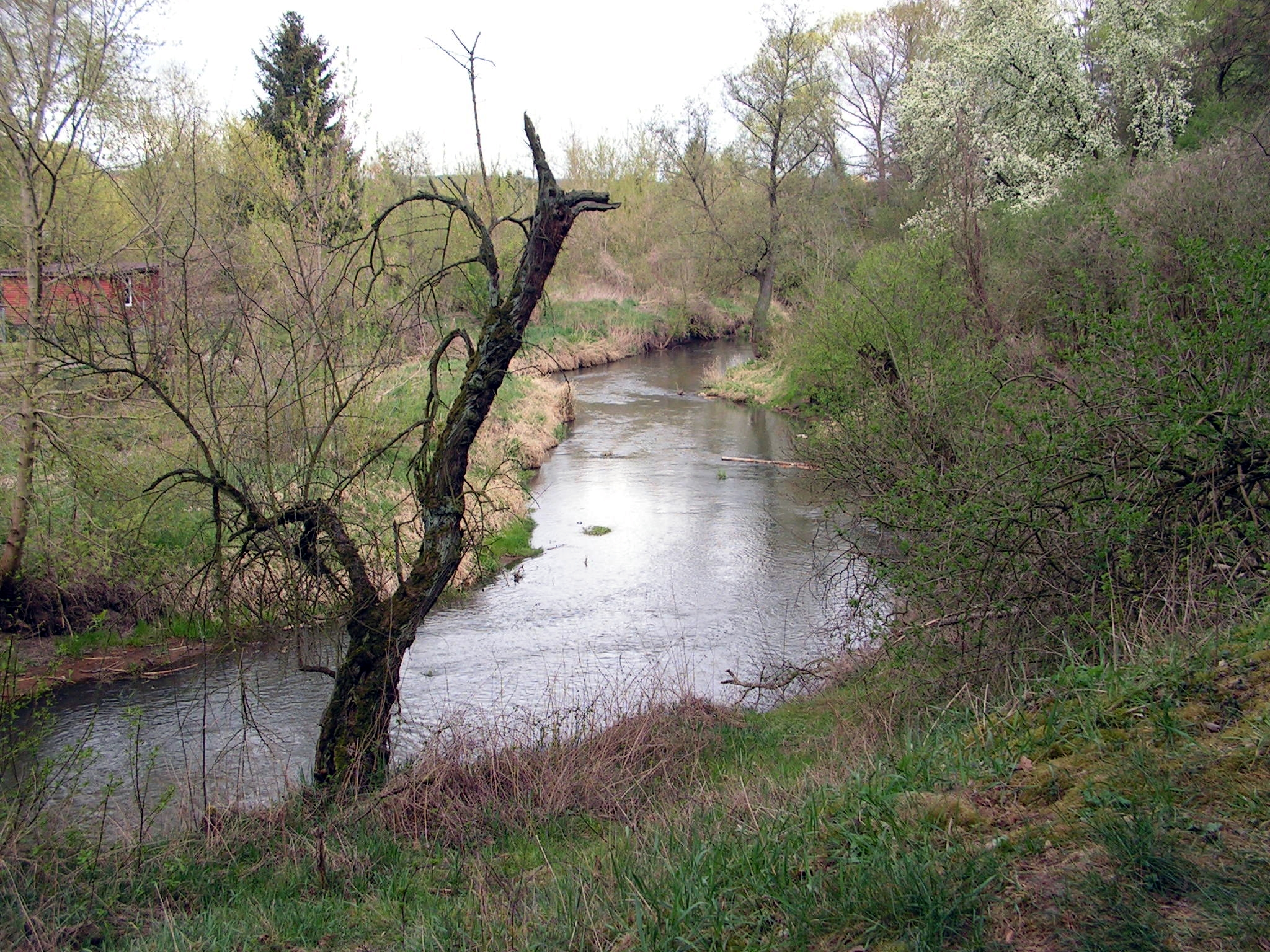
Zgłowiączka przepływająca przez osadę

Tutejszy młyn powstał na początku XVI wieku, staraniem biskupa Wincentego Przerębskiego. Jego istnienie potwierdza inwentarz miasta z 1534 roku. Biskup Przerębski nadał przywilej, w którym nadał włocławskiej kapitule prawo do bezpłatnego mielenia tu zboża. Jednocześnie 1/3 zboża była przekazywana na poczet Zamku Biskupiego. W zamian za nadany przywilej Kapituła zobowiązywała się do odprawienia jednej mszy w roku w intencji biskupa. W 1542 r. przywilej ten przywrócił biskup Łukasz Górka. Na zbudowanie młyna przeznaczono duże sumy pieniędzy. W celu doprowadzenia do niego wody musiano zbudować rurę wodociągową o długości 500 kroków. Mimo to początkowo był mało wydajny, z powodu zbyt małej ilości dochodzącej tu wody oraz częstych awarii rury i struktur młyńskich. W 1534 r. biskup Jan Karnkowski poleca naprawić go włocławskiemu radnemu, murarzowi Maciejowi Kokoszce. Kokoszka dokonuje całkowitej przebudowy młyna. Naprawa ponownie pochłania dużą ilość pracy i pieniędzy. Mimo to już w 1568 r. młyn ponownie zostaje unieruchomiony z powodu braku dostatecznej ilości wody.
Rodzina Świechów, od której swoją nazwę wywodzi młyn i dzielnica, osiedliła się tu już w XVI wieku. Później posługiwali się oni także nazwiskami w formie Świechowski lub Świechowicz. Mieszkali tu nieprzerwanie do pierwszej połowy XIX wieku. Od XVII wieku obok nazwy Świech stosowano także nazwę Młyn Piaseczny.
W 1542 r. biskup Łukasz Górka nadał przywilej, w którym nadał włocławskiej kapitule prawo do bezpłatnego mielenia tu zboża. Jednocześnie 1/3 mielonego zboża było przekazywane na poczet Zamku Biskupiego. Dwa korce mąki pszennej tygodniowo przekazywano na potrzeby szpitala (przytułku dla ubogich) przy kościele św. Witalisa.
W 1577 r. przywilej dziedziczny na młyn w Świechu wraz z przyległymi polami, łąkami i pastwiskami otrzymał od biskupa Stanisława Karnkowskiego mieszczanin Andrzej Lassek, dzierżawca innego młyna zwanego Cziemiegia. Lassek miał prawo do łowienia ryb małą siecią na swoje potrzeby w znajdującym się tu wówczas stawie. Jednocześnie biskup zachował przywileje kapituły nadane im przez biskupa Jana Karnkowskiego, a potwierdzone później przez bpa Górkę. Zastrzegł, że biskup ma prawo w dowolnej chwili wykupić młyn z przyległymi ziemiami za sumę 200 florenów polskich. W tym czasie młyn posiadał cztery koła, w tym jedno jagielne. Według inwentarza z 1598 r. przynosił Zamkowi Biskupiemu dochód w wysokości 40 flor. polskich rocznie. W 1604 r. 2/3 zboża o wartości 40 flor. przekazywano Zamkowi Biskupiemu, zaś 1/3 o wartości 20 flor. Kapitule. Młynarz płacił dziesięcinę z roli uprawianej na tutejszych ziemiach.
27 marca 1685 r. przywilej na młyn w Świechu nadał biskup Bonawentura Madaliński. Zawierał on m.in. zobowiązanie wypłacenia 300 zł ubezpieczenia w przypadku jego wykupienia.
W XVIII wieku młynarz wypłacał biskupowi czynsz w wysokości 40 tymfów rocznie. Był też zobowiązany do utuczenia na poczet Zamku dwóch wieprzów, przez 12 dni w roku wykonywać roboty ciesielskie na zamku, nieodpłatnie młócić zboże na poczet Bularni i 12 dni w roku na poczet biskupa. W połowie wieku młyn popadł w ruinę. Następnie był kilkukrotnie naprawiany.
W 1781 roku biskup Antoni Kazimierz Ostrowski nadał prawo emfiteutyczne do młyna z osadą na okres 34 lat Jakubowi i Rozalii Tokarskim. Zobowiązani oni byli do utrzymywania budynków i dokonywania przy nich własnym sumptem niezbędnych napraw. Tokarski zrzekł się prawa na rzecz Wawrzyńca i Franciszka Świechów (Świechowiczów). Ich prawo do młyna zostało zalegalizowane przywilejem na okres 40 lat przez bpa Józefa Rybińskiego z 12 stycznia 1778 roku. Świechowie zostali zobowiązani do płacenia corocznie na Dzień Świętego Marcina 600 zł na poczet Pałacu Biskupiego i młócenia nieodpłatnie zboża na poczet kapituły i seminarium. Młynarze byli zobowiązani własnym kosztem utrzymywać i naprawiać budynki młyńskie, jednak otrzymywali od biskupa zwrot w wysokości 3/4 poniesionych kosztów. Biskup zobowiązywał się też do udzielenia pomocy w przypadku powodzi. Świechowie zostali pozbawieni części ziemi obejmujący ogród przy rzece Zgłowiączce wraz ze stojącą przy nim chałupą. W tym czasie obok młyna Słodowo był to jedyny czynny młyn we Włocławku. W 1787 r. mieszkańcy złożyli przed Komisją Dobrego Porządku skargę na Wawrzyńca Świecha, który miał wymagać zbyt wygórowanych opłat od mielenia i pytlowania zboża oraz doprowadzać do jego uszkodzenia poprzez ukrywanie kamieniami niezałatanych dziur. W odpowiedzi na skargę, Komisja ujednoliciła przepisy dzierżawienia włocławskich młynów. Od tej pory młynarze byli zobowiązani oddawać na rzecz biskupa trzy garnce warszawskie z 1 korca żyta i 1 korca kaszy jęczmiennej i tararczanej, wypłacać 4 grosze od 1 korca zboża mielonego na pytel i 4 złote od 1 sztuki (30 korców) słodu. Młynarz miał prawo do zbierania na swój użytek jagły. Za niewypłacenie odpowiedniej należności lub zawyżanie cen zboża groziło mu 200 talarów kary na rzecz Kasy Miejskiej.

### W okresie zaborów i II RP

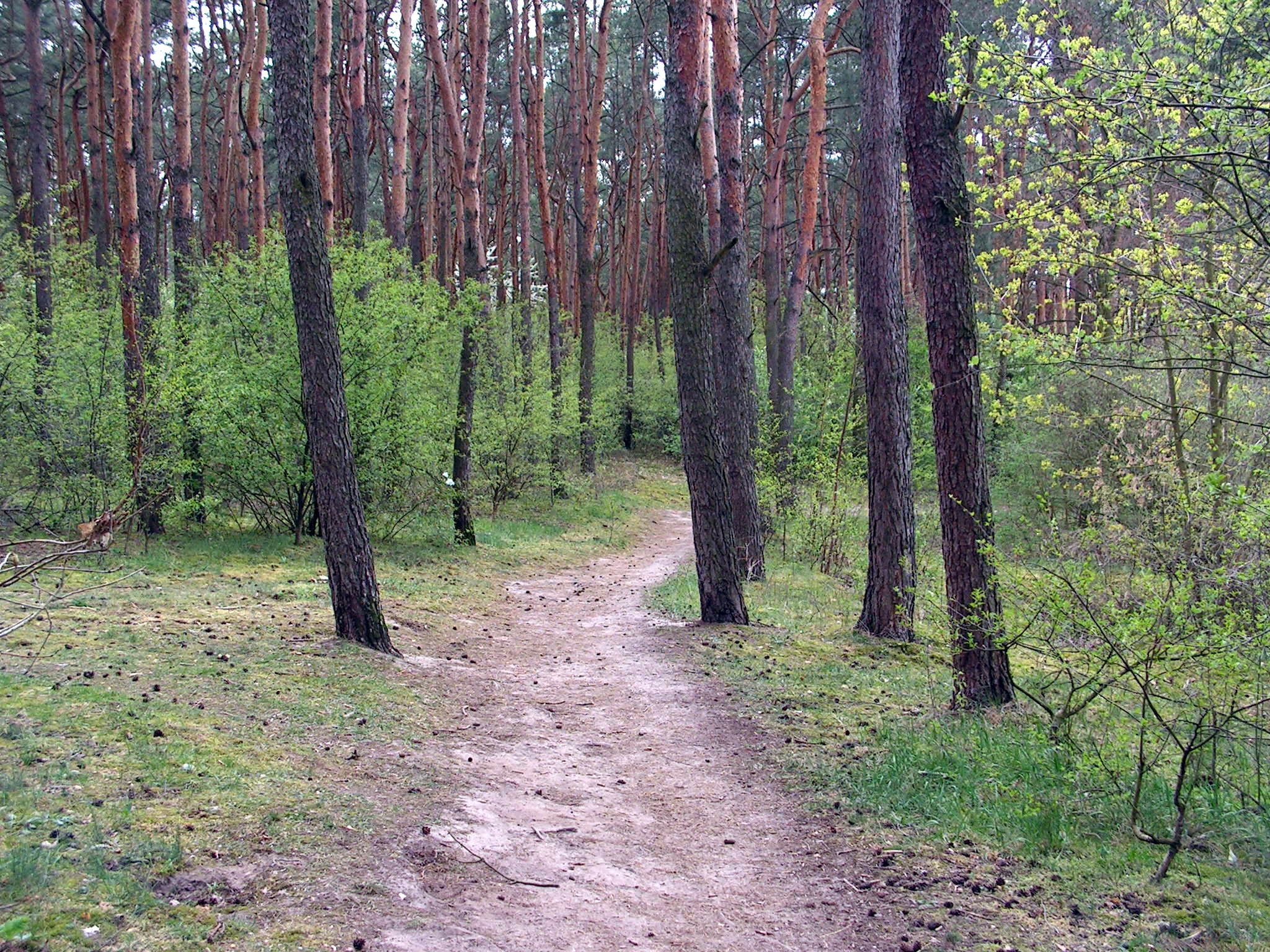
Ścieżka w lesie komunalnym na terenie osady

Po II rozbiorze Polski, po którym Włocławek znalazł się w granicach Prus, młyn został skonfiskowany i stał się własnością rządową. Następnie wypuszczono go w dzierżawę. W tym czasie stopniowo go powiększano i przebudowano na młyn wodno-motorowy.
Na początku XIX wieku dzierżawcą młyna w Świechu został Ignacy Szałwiński (ok. 1767-1831), mąż Katarzyny Świechowej (1774-1828), córki byłych dzierżawców Wawrzyńca i Franciszki. Szałwiński pochodził z rodziny młynarzy, mającej jednak korzenie szlacheckie i pieczętującej się herbem Szaława. Jego rodzice, Adam (1715-1795) i Wiktoria byli dzierżawcami młyna w Kuczku k. Raciążka, na który otrzymali przywilej w 1777 roku. Wcześniej pracowali w samym Raciążku. Po przejściu ojca na emeryturę Ignacy prowadził młyn w Kuczku wspólnie z bratem Franciszkiem Salezym (1770-1831). Między 1802 a 1804 r. sprowadził się do Włocławka. Młyn Świech wraz z przyległą osadą objął w dzierżawę najpóźniej w 1805 roku. W 1808 r. miał miejsce pożar młyna, po którym Szałwiński go odbudował.
Ignacy zmarł w trakcie epidemii cholery w 1831 roku. Po jego śmierci młyn objął w dzierżawę jego syn Jan Szałwiński (1794-1856). W dokumentach z 1844 r. jest wymieniany jako rządca (dzierżawca wieczysty) młyna z osadą. Następnie wykupił ją na własność od Rządu Guberni Mazowieckiej.
Po śmierci Jana w 1856 r. prawa do młyna posiadali jego synowie, Wincenty Onufry (1835-1883) i Teofil Szałwińcy (1836-1910), którzy jednak nie trudnili się już młynarstwem. Wincenty prowadził karierę urzędniczą w Biurze Naczelnika Powiatu we Włocławku. Teofil był rządcą ziemskim, a od 1874 r. właścicielem majątku Lijewo. 23 września 1876 r. Szałwińscy sprzedali młyn z osadą Fryderykowi Wilhelmowi Aleksandrowi Haack (1816-1899), założycielowi fabryki maszyn rolniczych. Żona Wilhelma Haacka, Fryderyka Elżbieta (ur. 1843) pochodziła z rodziny młynarzy. Jej rodzice, Karol Zenke i Wilhelmina z Ługowskich byli od 1856 r. dzierżawcami młyna na Słodowie.
5 kwietnia 1879 r. Wilhem Haack przepisał prawa do młyna Janowi Juliuszowi (1826-?) i Wilhelminie Ludwigom. Jan Ludwig był spokrewniony z rodziną Haacków, jego matka Marianna (ok. 1806-?) była z domu Zenke. Ci zapisali go w spadku Edwardowi (zm. 1924) i Florentynie Ludwigom (zm. 1929). W 1917 r. Edward Ludwig zarejestrował tu firmę pod nazwą Świech, którą wykreślono z rejestru dopiero 30 października 1929 r. W 1927 r. dzierżawcą wieczystym młyna został kupiec Dawid Jakub vel Jakubowicz (ur. 1867, zm. w Litzmannstadt Ghetto). Był on. m.in. dzierżawcą młyna w Suszycach. W latach 1923–1926 prowadził Dom Rolniczo-Handlowy, a w latach 1926–1928 prowadził wspólnie z Abramem Żychlinem vel Żychlińskim (1879-?) sklep z ziemiopłodami i nasionami przy ul. Cygance 9. Żychlin był synem dzierżawcy młyna w Słodowie. W tym czasie zatrudniał on 8 do 10 robotników i produkował 2 kg mąki. Budynki były zbudowane częściowo z drewna a częściowo murowane. Zainstalowano tu motor do poruszania młyna w przypadku braku wody. W 1928 r. młyn strawił pożar.
Budynek młyna znajdował się na styku cieków wodnych. Po II wojnie światowej nieużywany już młyn znalazł się na terenie Pracowniczych Ogrodów Działkowych, między ulicą Ogrodową a Morelową.

## Współcześnie – Rodzinne Ogrody Działkowe

### W okresie PRL-u

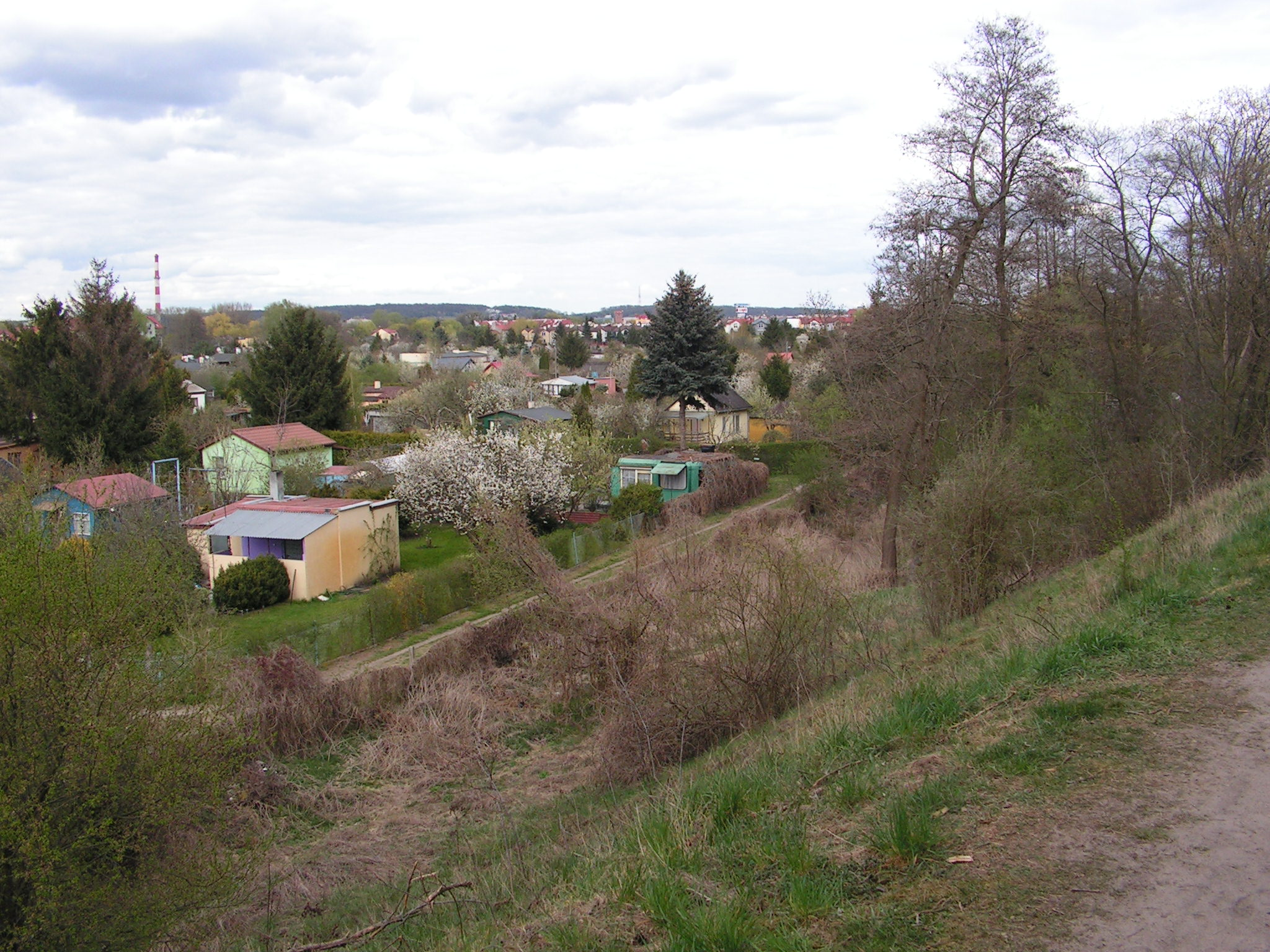
Ogrody działkowe widziane ze wzniesienia nad doliną

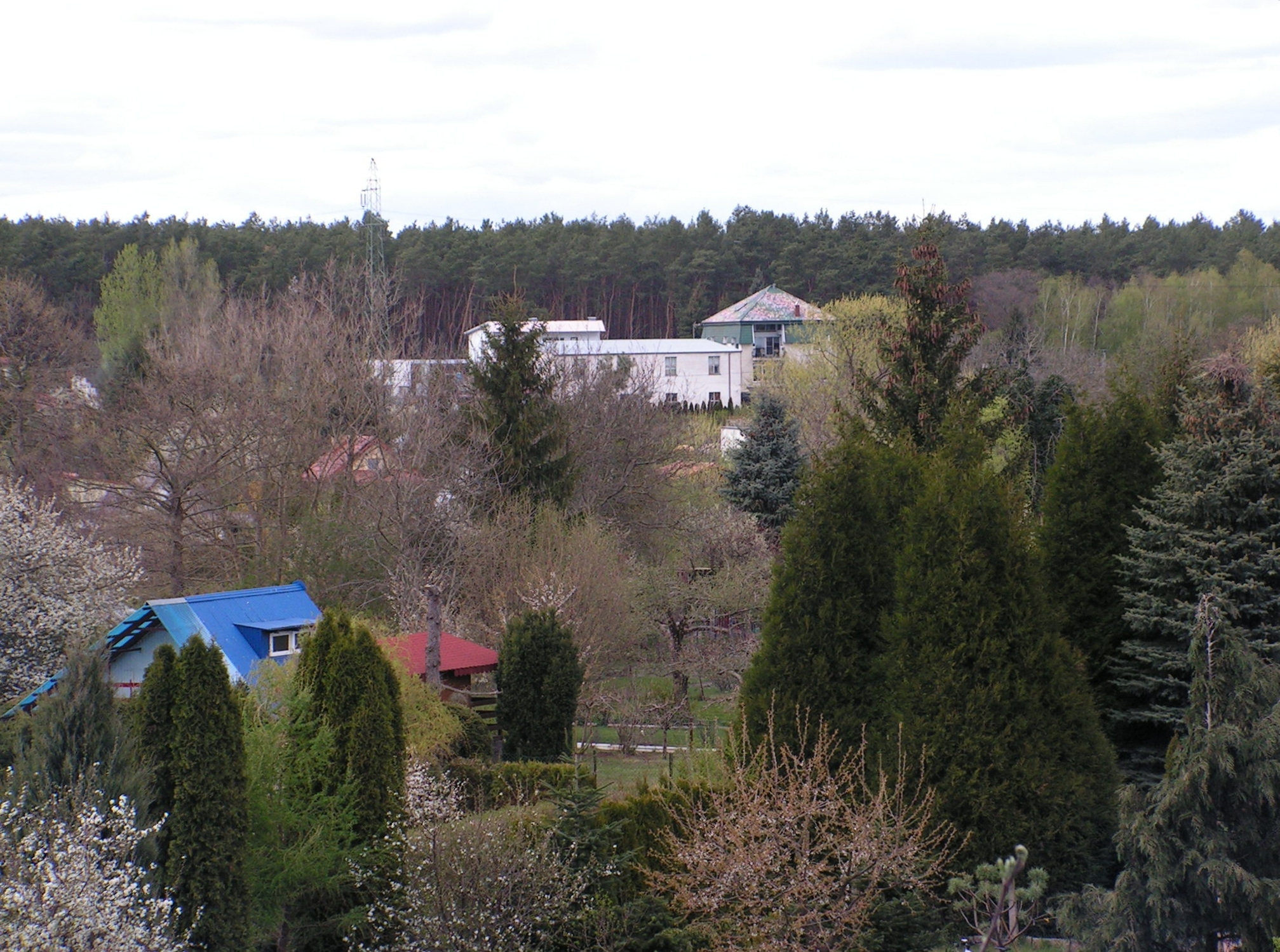
Magazyn na terenie ogrodów, zbudowany w 1980 r.

Po zakończeniu II wojny światowej osadę przeznaczono pod rodzinne ogrody działkowe. Tereny na Świechu zaczęto porządkować już w 1945 roku, zgodnie z umową zawartą z Zarządem Miejskim we Włocławku. Wytyczono wówczas 102 działki. W 1948 roku Zarząd Miasta przeznaczył na organizację działek dofinansowanie w wysokości 100 tysięcy złotych. 8 listopada 1947 r. istniejące od 1933 r. Towarzystwo Ogrodów Działkowych we Włocławku zostało uprawnione do wznowienia działalności.
Zgodnie z ustawą z 9 marca 1949 r. działki należące do TOD przekazano Zrzeszeniu Pracowniczych Związków Zawodowych. Ogrodom nadano nazwę Pracownicze Ogrody Działkowe im. „Przyszłość”. Do 1950 r. dokonano podziału terenu, wykopaniu rowów osuszających i regulacji brzegów rzeki. Prace utrudniały częste podtopienia terenu. Brama główna POD znajdowała się między ówczesną ulicą Polewki (obecnie Kapitulną) a ul. Borowską. Na terenie ogrodów przebiegają ulice Ogrodowa i Morelowa (przedłużenie ul. Jastrzębiej na terenie miasta). Ogrody podzielono na IV rejony, zgodnie z chronologią powstania działek. Rejon I znajduje się po lewej stronie od wejścia od ul. Kapitulnej, po prawej stronie znajduje się rejon II i III. Po lewej stronie za ul. Jastrzębią znajduje się rejon IV. Wówczas znajdowało się tu ok. 200 działek.
26 czerwca 1951 r. Prezydium Miejskiej Rady Narodowej oddało na użytek Zarządu POD we Włocławku zbudowany w 1935 r. budynek gospodarczy. Początkowo wykorzystywano go jako magazyn. Później przekształcono go na biuro zarządu i świetlicę, działającą pod nazwą Dom Działkowca. W okresie PRL-u Zarząd POD we Włocławku, wspólnie z Komitetem Pomocy Społecznej i Wojewódzką Radą Związków Zawodowych, organizowali w Domu Działkowca półkolonie dla dzieci oraz wczasy dla seniorów. W tutejszej świetlicy odbywały się spotkania i odczyty Ligi Kobiet Polskich. Corocznie organizowano w nim Dzień Kobiet. W sąsiedztwie domu powstały domy letniskowe i place zabaw dla dzieci. W 1976 r. dokonano generalnego remontu domu wraz z wymianą dachu, zaś w 1978 r. wyposażono jego świetlicę. W tym czasie zainstalowano na terenie ogrodów tabliczki z nazwami dróg (1976 r.) i ukończenie budowę ogrodzenia ogrodów od ul. Kapitulnej do ul. Jastrzębiej (1978 r.). W latach 60. i 70. działacze POD po raz pierwszy otrzymali odznaczenia od Rady Miejskiej we Włocławku. W 1970 r. po raz pierwszy zorganizowano imprezę jubileuszową z okazji 25. rocznicy założenia ogrodów. Kolejny taki jubileusz obchodzono w 1978 r. (30 lat powstania POD „Przyszłość”).
W 1979 r. ogrody nawiedziła powódź, spowodowana roztopami po śnieżnej zimie i dużymi opadami deszczu. Ogrody zalała woda z cofającej się Zgłowiączki. Zbierająca się woda wyżłobiła sobie na terenie ogrodów cztery nowe koryta. Na 315 istniejących wówczas działek zalanych zostało 186 z nich. Uszkodzona została część ogrodzenia i wału ochronnego rzeki. W usuwaniu szkód po powodzi zaangażowali się przedstawiciele Zarządu POD oraz włocławskie zakłady pracy. 23 marca zwołano komisję mającą na celu wstępne oszacowanie strat i opracowanie planu ich naprawy. Straty spowodowane powodzią oszacowano wtedy na 28 tys. 700 zł.
W 1981 r. Zarząd POD podporządkował się nowo powstałemu Polskiemu Związku Działkowców.
W latach 80. dokonano szeregu inwestycji. W 1980 r. zbudowano magazyn. W latach 1981–1982 uporządkowano i nadano działkom nową numerację, zachowując podział na cztery rejony. W 1984 r. oddano do użytku sieć energetyczną. W 1987 r. podłączono Dom Działkowca do sieci kanalizacyjnej, a w kolejnym roku oddano do użytku sieć wodociągów z własnego ujęcia. W 1989 r. wzniesiono ogrodzenie od strony rzeki Zgłowiączki.

### W III RP

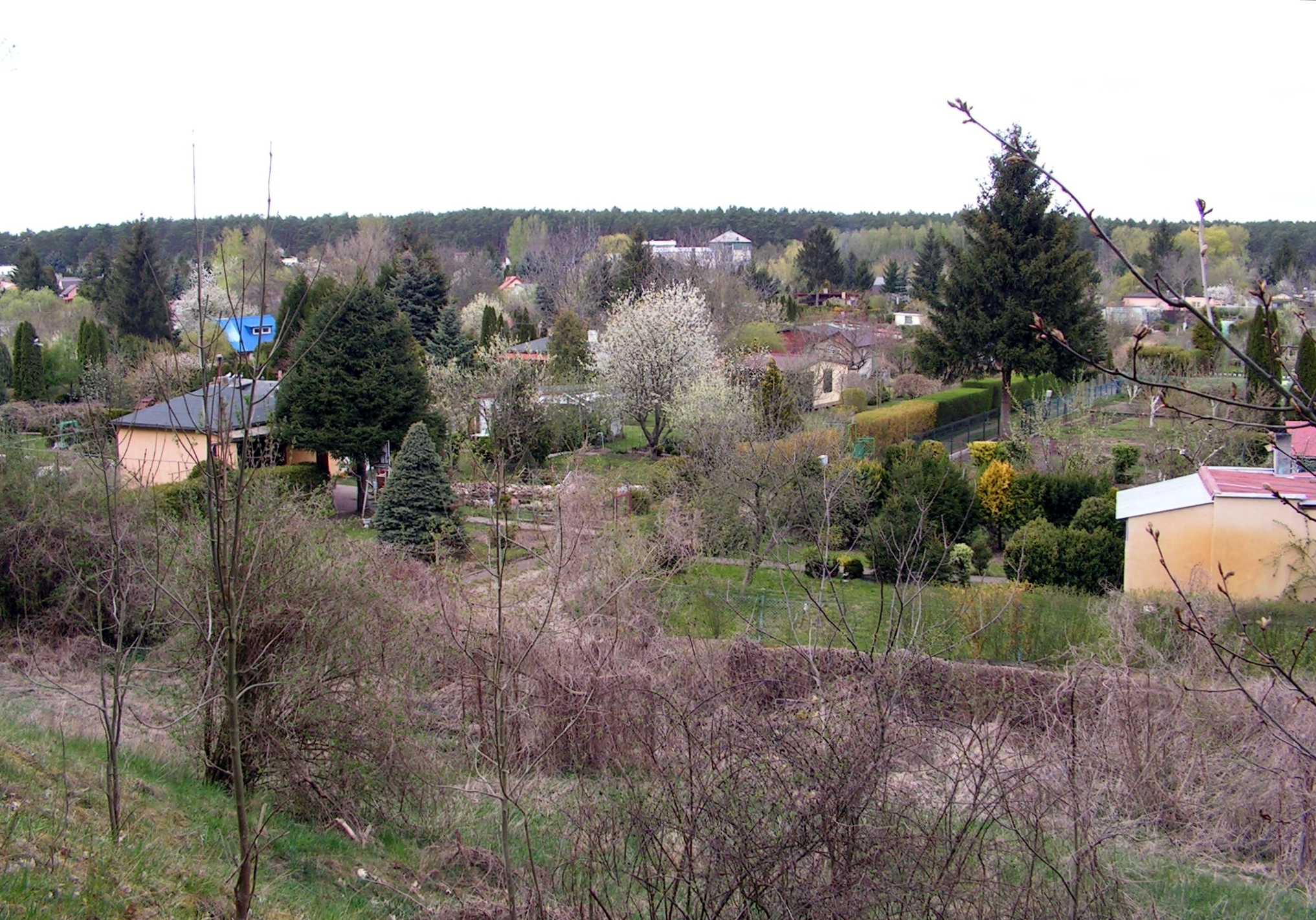
Rodzinne Ogrody Działkowe „Przyszłość”

W nowym ustroju nazwę ogrodów zmieniono na Rodzinne Ogrody Działkowe „Przyszłość”.
W latach 90. kontynuowano inwestycje. W 1995 r. wybudowano studnię głębinową nr 2. W kolejnych latach wyremontowano studnię głębinową nr 1. Podpisano umowę na użytkowanie wieczyste terenu na okres 99 lat do 2096 roku. Z powodu zbudowania Osiedla Słonecznego, przeniesiono główną bramę na ul. Jastrzębią. W miejscu starej bramy pozostawiono furtkę. W 1996. zorganizowano imprezę jubileuszową z okazji 50-lecia istnienia ogrodów.
Począwszy od połowy lat 90., przez kilka kolejnych lat przeprowadzano kontrolę zużycia energii, która zaowocowała powstaniem w 2003 r. planu remontu sieci energetycznej. W latach 2004–209 dokonano kapitalnego remontu sieci energetycznej, obejmującego m.in. wymianę i przeniesienie liczników energii z altan na aleje, wymianę rozdzielni energetycznych oraz założenie ich ewidencji. W latach 2002–2005 wyremontowano Dom Działkowca. Prace objęły m.in. wymianę instalacji wodociągowej. 19 września 2009 r. Krajowa Rada Polskiego Związku Działkowców nadała Rodzinnym Ogrodom Działkowym „Przyszłość” własny sztandar.
15 stycznia 2011 r. ogrody po raz kolejny nawiedziła powódź. Była ona spowodowana wysokim stanem wód utrzymującym się od jesieni, a także nieoczyszczaniem nurtu rzeki. Konsekwencją powodzi były burzliwe dyskusje z przedstawicielami władz miasta, po których oczyszczono częściowo rzekę i umocniono jej brzeg. ROD „Przyszłość” otrzymało na ten cel 20 tys. dotacji od Krajowej Rady Polskiego Związku Działkowców w Warszawie i 5 tys. od Okręgu Związku PZD w Toruniu. W 2013 r. wyremontowano świetlicę Domu Działkowca. W 2014 r. utwardzono ulicę Jastrzębią. W 2015 r. odbyły się uroczyste obchody 75-lecia istnienia działek. W ich ramach powstała monografia ROD „Przyszłość” autorstwa wieloletniej członkini zarządu Marianny Wiśniewskiej. 10 listopada 2018 r. przed Domem Działkowca posadzono drzewo upamiętniające stulecie odzyskanie przez Polski niepodległości.

### Przewodniczący ROD „Przyszłość”
Przewodniczący Zarządu Towarzystwo Ogródków Działkowych:
- 1945-1949 – Antoni Mańkowski

Przewodniczący Zarządu Pracowniczych Ogrodów Działkowych „Przyszłość”:
- 1949-1953 – Jan Szymczak
- 1954-1959 – wakat
- 1960-1962 – Antoni Węgorowski
- 1963-1965 – wakat
- 1966-1972 – Stanisław Bałkiewicz (1920-1989[42])
- 1972-1977 – Józef Kędzierski
- 1977-1983 – Wacław Aleksiński (1911-1987[43]); Krzysztof Adryan (1951-2015[44])
- 1984-1985 – Leszek Szczygielski
- 1985-1989 – Zygmunt Linert (1923-2006[3][45])

Przewodniczący Zarządu Rodzinnych Ogrodów Działkowych „Przyszłość”:
- 1989-2001 – Zygmunt Linert (1923-2006)
- 2001-2002 – Leonard Syska
- 2002 – Stanisław Kozłowski (zarząd komisaryczny)
- 2002-2010 – Andrzej Trojanowski
- 2010-2012 – Lech Pietrzak
- od 2012 – Andrzej Trojanowski[3]

## Galeria

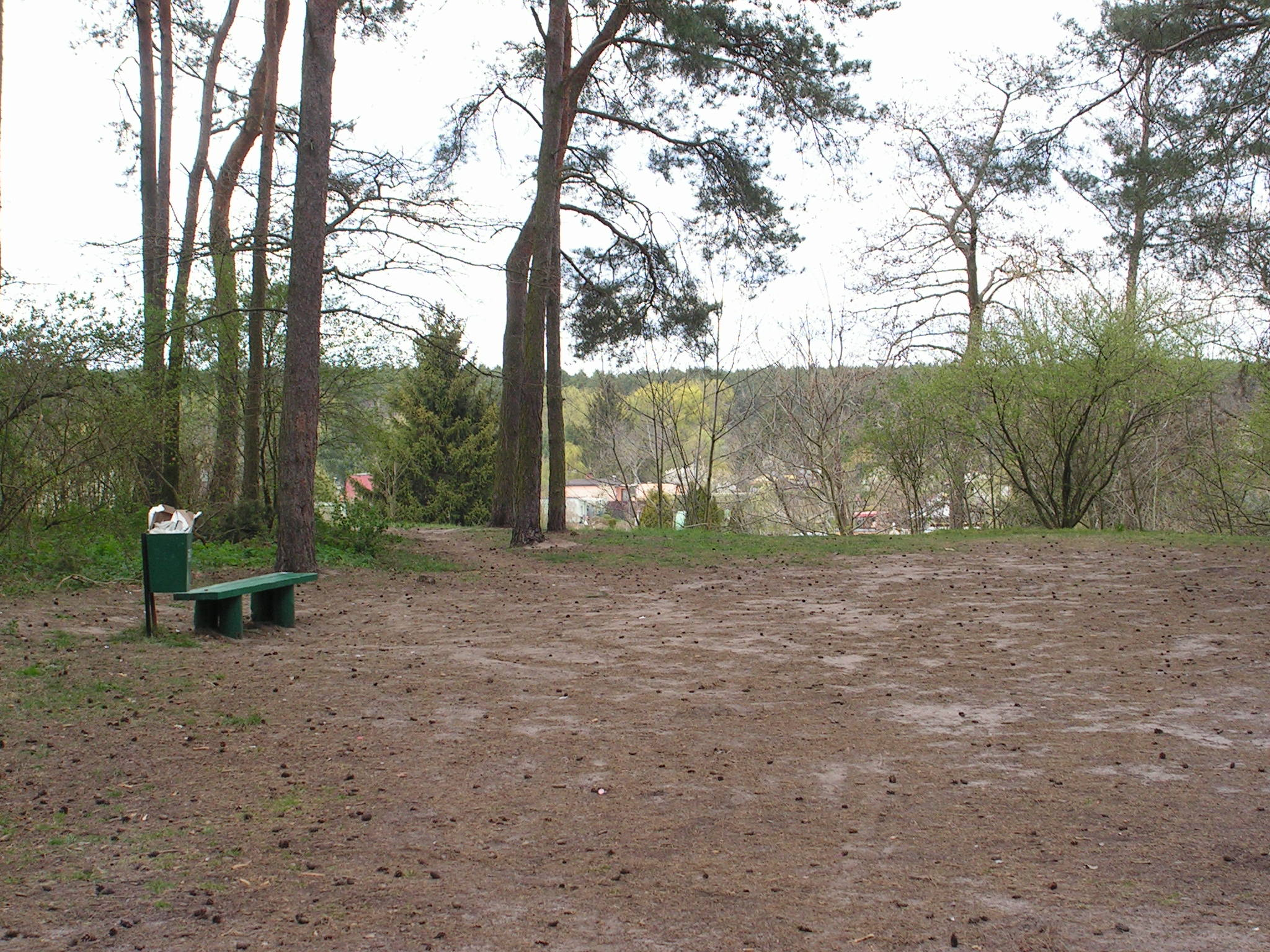
Skwer nad doliną
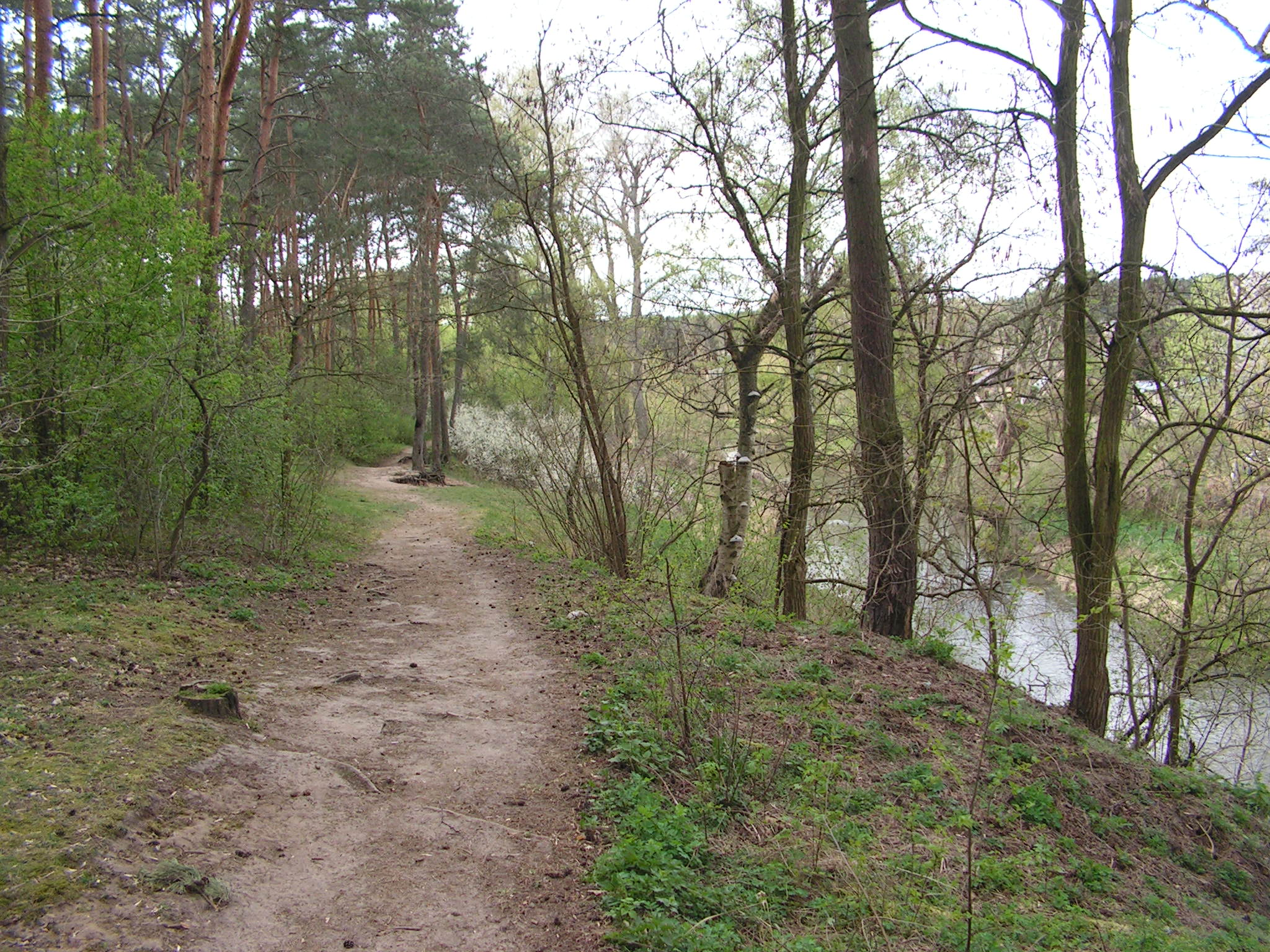
Ścieżka biegnąca przy dolinie rzeki
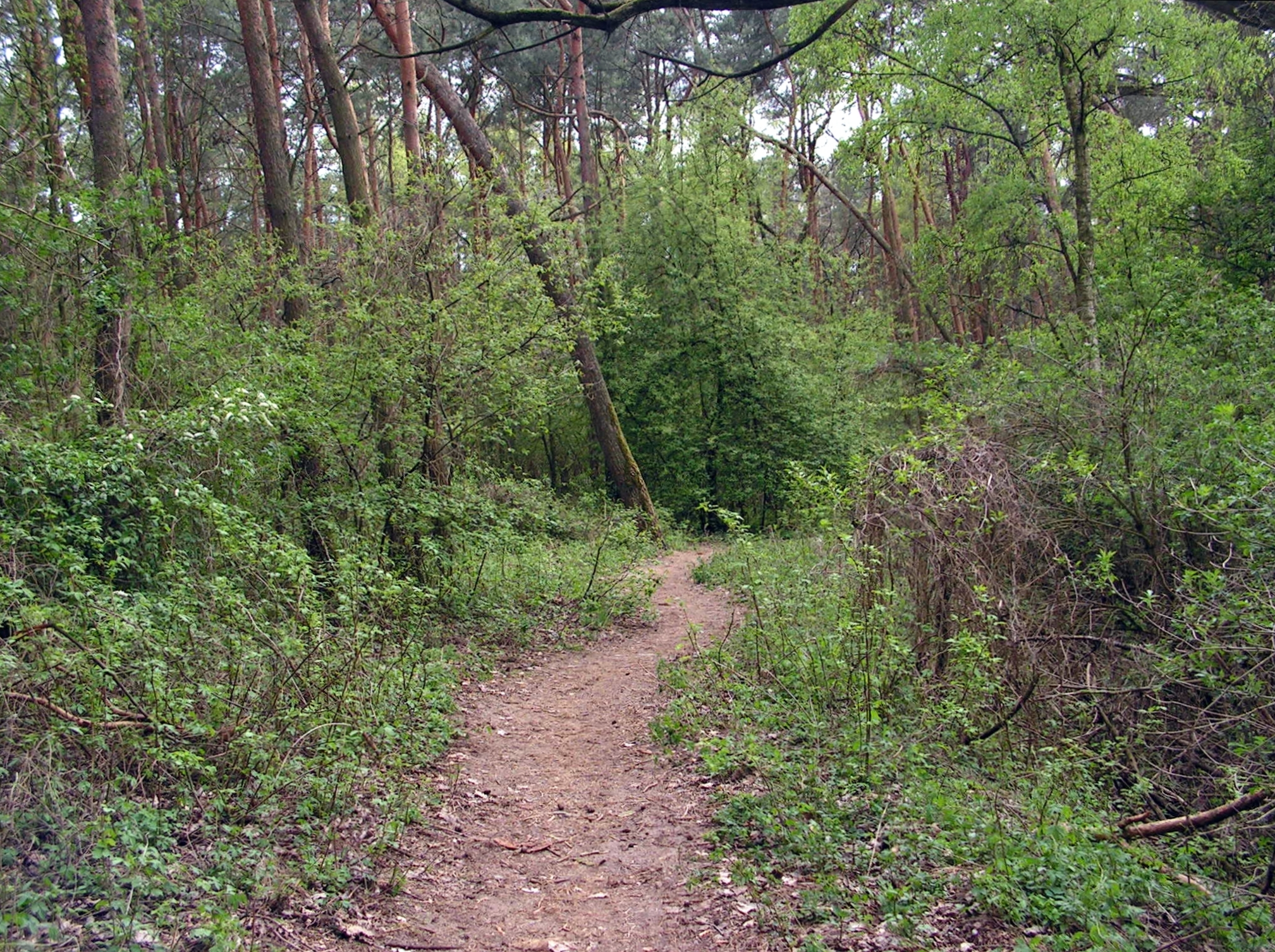
Ścieżka w lesie komunalnym na terenie osady
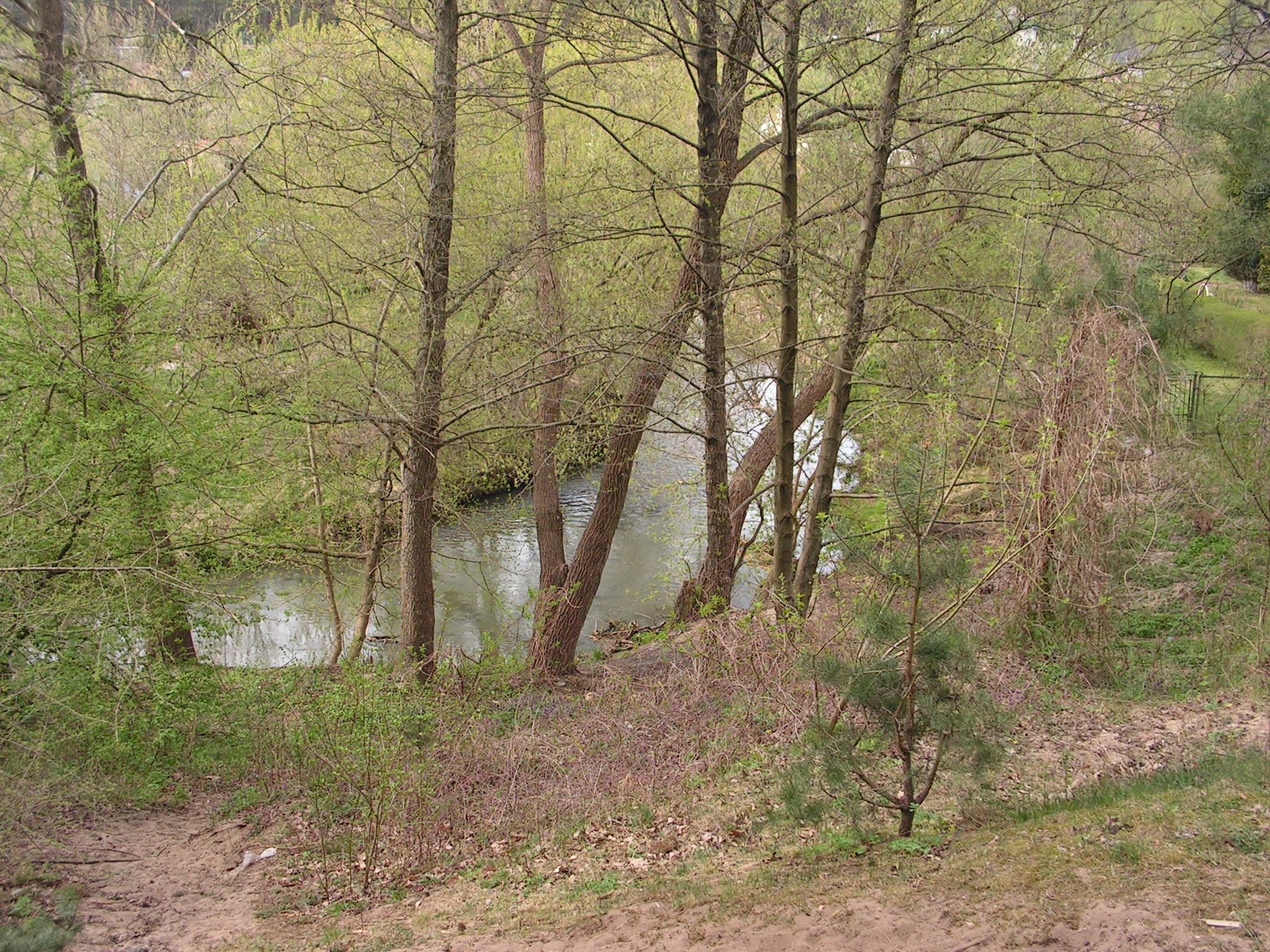
Zgłowiączka biegnąca przez osiedle Świech